# Карузо, Пино
Джузеппе Карузо (итал. Giuseppe Caruso, 12 октября 1934, Палермо, Италия — 7 марта 2019), более известен как Пино Карузо (итал. Pino Caruso) — итальянский актёр, телеведущий, писатель и публицист.

## Биография
Родился 12 октября 1934 года в Палермо. В 1957 году в палермском театре сыграл свою первую роль. В 1965 году переехал жить в Рим, где устроился на работу в театральную компанию «Il Bagaglino». Большую популярность снискал в конце 1960-х — первой половине 1970-х годов, приняв участие в таких популярных телевизионных шоу RAI, как Che domenica amici (1968), Gli amici della domenica (1970), Teatro 10 (1971),Dove sta Zazà (1973), Mazzabubù (1975), Due come noi (1979). В 1977 году дебютировал в качестве режиссёра с фильмом Ride bene chi ride ultimo. В общей сложности снялся в более чем 30 фильмах.
В 1979—1989 годах был председателем Итальянского профсоюза актёров.
В 1995—1997 годах (а затем снова в 2001 году) по поручению мэра города Палермо выступил организатором и режиссёром Palermo in scena — двухмесячного артистического театрального фестиваля, проходившего с 14 июля по 14 сентября.
С 1976 года регулярно публиковался в таких газетах и журналах, как Il Mattino, Il Messaggero, Paese Sera, L'Avanti, Il Tempo, La Sicilia. Является автором ряда книг разных жанров.

## Личная жизнь
Был женат на театральной актрисе Марилизе Ферзетти. Являлся отцом актёра озвучивания Франческо Карузо. Убеждённый вегетарианец.

## Избранная фильмография
- Le Mur de l'Atlantique (1970)
- Коварство (1974)
- La donna della domenica (1975)
- Dupont Lajoie (1975)
- Ride bene chi ride ultimo (1977)
- Scugnizzi (1989)
- La matassa (2009)